# Бомбар, Ален
Але́н Бомба́р (фр. Alain Bombard; 27 октября 1924[…], Париж, Сена, Франция — 19 июля 2005[…], Тулон, Вар, Франция) — французский врач, биолог, путешественник и политик.
В 1952 году — в качестве научного опыта и акции по пропаганде разработанных им методов выживания — в одиночку пересёк на надувной лодке Атлантический океан от Канарских островов до острова Барбадос, преодолев 2375 морских миль (4400 км) за 65 дней (с 19 октября по 22 декабря) — без еды и воды, так и не распечатав взятый с собой неприкосновенный запас. В пути питался рыбой и планктоном, пил дождевую и морскую воду, высасывал сок из пойманной рыбы. На момент окончания эксперимента существенно подорвал своё здоровье: Бомбар похудел на 25 кг, уровень эритроцитов и гемоглобина граничил со смертельным, у него было выявлено серьёзное расстройство зрения, ногти на пальцах ног выпали, вся кожа покрылась сыпью и мелкими прыщами. В целом его организм был обезвожен и предельно истощён, но он достиг берега, доказав, что, не сдаваясь и сопротивляясь обстоятельствам, жертвы кораблекрушения способны выжить в открытом море.

## Путешествие
Ален Бомбар — первый человек в мире, пересёкший Атлантический океан на надувной резиновой лодке, сконструированной по образцу спасательных плавсредств своего времени, снабжённой лишь стандартным набором для потерпевших кораблекрушение и неприкосновенным запасом продуктов, сохранность которого была официально засвидетельствована по окончании эксперимента.

Ален Бомбар и Джек Палмер

«Жертвы легендарных кораблекрушений, погибшие преждевременно, я знаю: вас убило не море, вас убил не голод, вас убила не жажда! Раскачиваясь на волнах под жалобные крики чаек, вы умерли от страха», — так заявил он в начале 1950-х годов.
Он считал, что человек вполне в состоянии перенести одиночное трансокеанское плавание без запасов еды и даже воды, и решил доказать это лично.
Прежде чем отправиться через океан, Бомбар вместе с яхтсменом Джеком Палмером (Герберт Мьюир-Палмер, англичанин, гражданин Панамы) совершил  на надувной лодке длиной 4,5 метра, названной «Еретик», переходы из Монако на о. Менорка (25 мая — 11 июня 1952 года), из Танжера в Касабланку (13 — 20 августа), и из Касабланки в Лас-Пальмас (24 августа — 3 сентября).
Изначально Ален планировал пересечь Атлантику вдвоем с Палмером, но в результате поплыл один — Палмер не явился в назначенное время торжественного отплытия из Лас-Пальмаса. Утром 19 октября 1952 года Ален, повидавшись с новорождённой дочерью, начал своё одиночное плавание на «Еретике» через Атлантику. В своей книге Бомбар пишет, что причиной выбора такого названия для лодки являлось то, что очень многие люди относились как к «еретическим» его утверждениям, «что человек может жить одними дарами моря и пить соленую воду», а также, что можно достичь определённого пункта на «неуправляемой» лодке.

Цитата из книги Бомбара:
На изучение этих премудростей я потратил всю пятницу 15 августа. Встречных кораблей было немного. К счастью, рыболовные снасти господина Клименса оказались превосходными, и я поймал несколько крупных кастаньолей или, как их ещё называют, «брама рай». У меня теперь есть вода и еда. И в изобилии. Жаль только, что нет со мной Джека. Он утратил мужество как раз тогда, когда пришел самый ответственный момент. Ведь теперь я настоящий потерпевший кораблекрушение! Ну что ж, отныне я каждый день буду измерять своё кровяное давление и подсчитывать удары пульса. Джек не пришел, потому что не хватило мужества. 
В ходе плавания Ален Бомбар выживал рыболовством, используя рыбу как пищу и как источник пресной воды. Ранее разработанным и лично сконструированным ручным прессом он выжимал из рыбы сок — пресную воду. В небольших количествах он пил и морскую воду, чем доказал миру, что в малых дозах солёную воду океана всё же можно пить, чередуя её с пресной. За 65 дней перехода Ален Бомбар потерял более 25 килограммов собственного веса из-за голодания и обезвоживания организма.
Бомбар не взял с собой радиостанцию — он всё равно ничего не понимал в радио и не смог бы держать полноценную связь. К тому же аппаратура, которую для него наспех приготовили газетчики в Монако, совершенно не годилась для использования на открытом воздухе, и вышла из строя при первой же попытке ее запустить на лодке. На борту «Еретика» в океане был только портативный радиоприёмник, по которому Бомбар мог сверять часы и узнавать новости. Приёмник Бомбару подарили в Касабланке (у него самого к тому времени уже не оставалось денег на такую покупку).
22 декабря 1952 года Бомбар добрался до острова Барбадос, где и завершил свой рейс длиной 4400 км.

## После путешествия

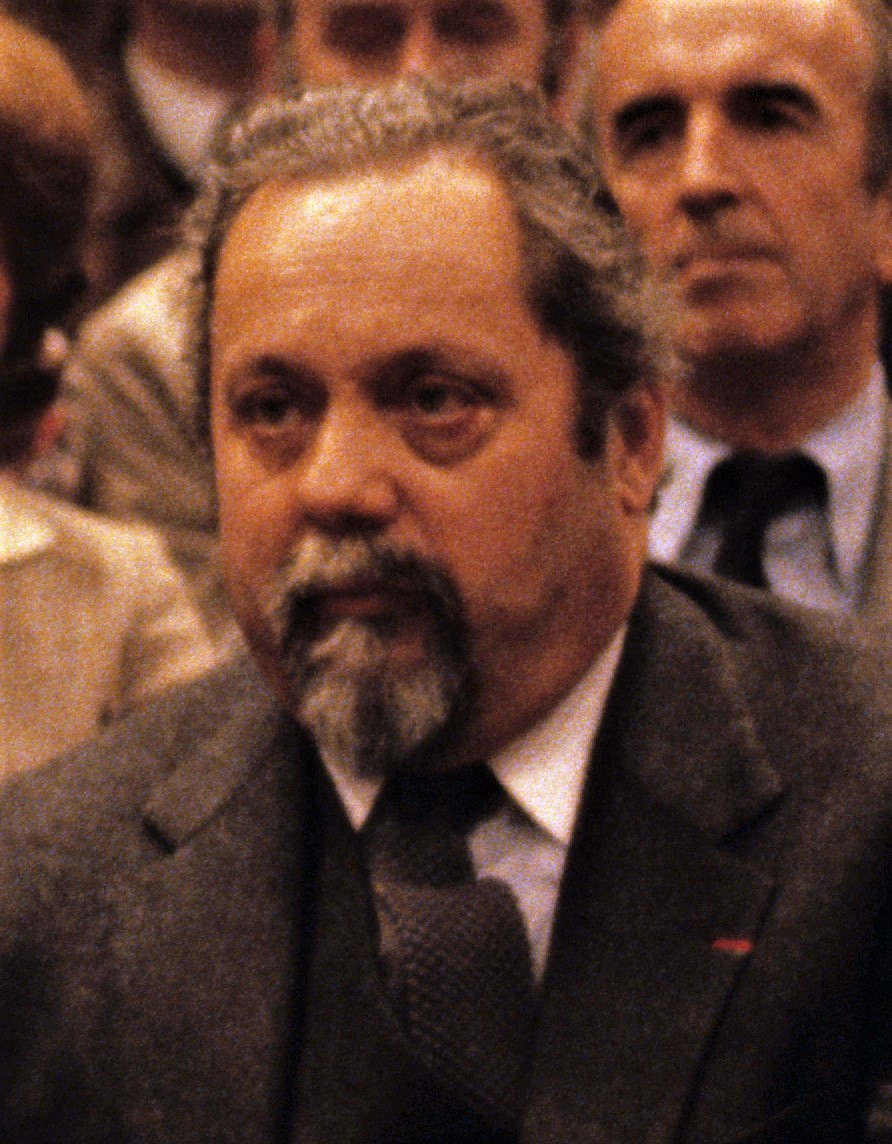
Ален Бомбар в 1981 году

Во второй половине 1950-х гг. Бомбар участвовал в разработке одной из конструкций надувного спасательного плота, какими предполагалось оснастить все французские суда. 3 октября 1958 года возглавленные Бомбаром испытания этого плота в тяжёлых метеорологических условиях в широкой и полноводной реке Этель близ одноимённого города (департамент Морбиан) завершились трагически: погибли девять человек — четверо участников испытаний и пять матросов спасательного судна. Вследствие этого Бомбар пережил затяжную депрессию вплоть до неудачной попытки самоубийства.
Затем, однако, предприниматель и меценат Поль Рикар пригласил Бомбара для работы в своём частном океанографическом институте на Лазурном берегу, на острове Амбье близ города Сис-Фур-ле-Плаж. В 1967—1985 гг. Бомбар возглавлял в этом институте лабораторию биологии моря.
С 1975 г. Бомбар исполнял обязанности советника по вопросам окружающей среды в Социалистической партии Франции. В 1979—1985 гг. Бомбар был депутатом от кантона Сис-Фур-ле-Плаж в генеральном совете департамента Вар. В 1981 г. в течение месяца (с 22 мая до 23 июня) Бомбар занимал пост государственного секретаря в Министерстве охраны окружающей среды Франции, в первом правительстве Пьера Моруа. При реорганизации правительства в июне не вошёл в его состав на фоне разногласий по вопросу о парфорсной охоте, которую Бомбар хотел запретить. С 1981 и до 1994 гг. Бомбар был депутатом Европейского парламента.

## В литературе
Путешествие Алена Бомбара упоминается в рассказе Виктора Драгунского «Друг детства» (1972). Главный герой этого рассказа, Денис Кораблёв, размышляя о своей будущей профессии, решил, что «неплохо бы стать отважным путешественником вроде Алена Бомбара и переплыть все океаны на утлом челноке, питаясь одной только сырой рыбой». Впоследствии он отказался от этой идеи:
Правда, этот Бомбар после своего путешествия похудел на двадцать пять килограммов, а я всего-то весил двадцать шесть, так что выходило, что если я тоже поплыву, как он, то мне худеть будет совершенно некуда, я буду весить в конце путешествия только одно кило. А вдруг я где-нибудь не поймаю одну-другую рыбину и похудею чуть побольше? Тогда я, наверно, просто растаю в воздухе, как дым, вот и все дела.